# Schoorbakkebrug
De Schoorbakkebrug is een brug over de IJzer in de Belgische provincie West-Vlaanderen. De brug ligt op de grens van Pervijze, deelgemeente van de stad Diksmuide, en Schore, deelgemeenten van de gemeente Middelkerke. De brug ligt ter hoogte van het gehucht Schoorbakke. Via deze brug kruist de N302 tussen Pervijze en Schore de rivier.

## Geschiedenis
Vroeger was er ter hoogte van het gehucht een overzet of "bak" over de IJzer, wat al blijkt uit een vermelding van 1535 als "de straete die loopt naar de backe van Pervijse". De plaats Schoorbakke ontleedde zo zijn naam aan het nabijgelegen dorp Schore en deze bak. De volgende eeuwen speelde de plaats regelmatig een militaire rol, met het optrekken van kleine forten in de buurt, die telkens weer verdwenen. In 1745 bouwde men er een brug, om troepenverplaatsingen te vergemakkelijken. In 1793 brandden Fransen de brug plat. Een stenen brug werd in 1767 opgetrokken. In 1826 kwam er een ophaalbrug omwille van de scheepvaart.
De Schoorbakkebrug is samen met de Uniebrug en de Tervatebrug een van de drie bruggen over de IJzer tussen de steden Nieuwpoort en Diksmuide. Die andere twee bruggen liggen respectievelijk vier kilometer verder stroomafwaarts en vier kilometer verder stroomopwaarts. Ook in de Eerste Wereldoorlog werd er gestreden bij de Schoorbakkebrug, net als bij de andere bruggen, tijdens de Slag om de IJzer. De oprukkende Duitsers wilden in oktober 1914 de IJzer oversteken ter hoogte van Nieuwpoort, Diksmuide of de drie tussenliggende bruggen. Van 16 tot 24 oktober werd er in de omgeving zwaar gestreden. Al gauw moesten de Belgen de voorposten op de rechteroever achterlaten. Op 19 oktober werden de Uniebrug en de Tervatebrug vernield. De Belgen probeerden van 19 tot 22 oktober de Duitsers af te weren. Op 23 oktober kon ook Schoorbakke niet meer gehouden worden, werd ook de Schoorbakkebrug opgeblazen en trok men zich terug. Een paar dagen later werd de Duitse opmars uiteindelijk gestopt door de onderwaterzetting van de IJzervlakte. Ook in de Tweede Wereldoorlog werd na de capitulatie eind mei 1940 de brug opgeblazen, ditmaal door de Fransen.

## Bezienswaardigheden
Aan de brug hangen twee herdenkingsplaten die herinneren aan de strijd van oktober 1914. Een plaat herdenkt het 3de en 23ste Linieregiment, de andere plaat het 2de en 22ste Linieregiment.

## Cultuur
In 1995 verscheen op het album Mijn Vlaanderland van Willem Vermandere het instrumentale nummer "Schoorbakkebrug".